# 체코슬로바키아의 해체
1992년 12월 31일 발효된 체코슬로바키아의 해체는 체코슬로바키아 연방공화국이 체코와 슬로바키아의 독립 국가로 자결적으로 분리된 사건이다. 두 국가는 1969년 체코슬로바키아 사회주의 공화국의 구성국으로 창설되어 1989년 말까지 존재했던 체코 사회주의 공화국과 슬로바키아 사회주의 공화국이 서로 떨어져 나갔다.
이는 때때로 벨벳 이혼이라고 불리는데, 이는 체코슬로바키아 공산당의 통치 종식을 초래했던 1989년의 무혈 벨벳 혁명을 언급하는 것이다.

## 배경
제1차 세계 대전 말기 오스트리아-헝가리가 해체되면서 체코슬로바키아가 건국되었다. 1918년, 미국의 도시 피츠버그에서 미래 체코슬로바키아 대통령 토마시 가리크 마사리크와 다른 체코 및 슬로바키아 대표가 피츠버그 협정에 서명했다. 이 협정은 슬로바키아인과 체코인이라는 두 개의 동등한 민족으로 구성된 공동의 국가를 약속했지만, 1920년 체코슬로바키아 헌법은 단일한 "체코슬로바키아 민족"을 명시했다.
그 후 몇 년 동안 새로운 국가에서는 체코슬로바키아주의자와 특히 슬로바키아인의 더 큰 자치권을 추구하는 사람 사이에 정치적 긴장이 있었다. 1939년 3월, 아돌프 히틀러의 압력으로 제1차 슬로바키아 공화국이 독일의 위성국으로 제한된 주권과 함께 건국되었다. 제2차 세계 대전 이후 소련과의 동맹으로 제3차 체코슬로바키아 공화국으로 재통일되었다.
1968년, 연방 헌법은 1917년 유형의 공식적인 연방 구조를 복원했지만, 1970년대의 정상화 시기 동안, 구스타우 후사크는 자신도 슬로바키아인이었음에도 불구하고 대부분의 통제권을 프라하로 되돌렸다. 이러한 접근 방식은 공산주의 붕괴 이후 슬로바키아 분리주의의 재성장을 부추겼다.

## 두 국가로의 분할
1991년까지 체코의 1인당 GDP는 슬로바키아보다 약 20% 높았다. 과거에는 관례였던 체코 예산에서 슬로바키아로의 이전 지출은 1991년 1월에 중단되었다.
많은 체코인과 슬로바키아인은 연방 체코슬로바키아의 지속적인 존재를 원했다. 그러나 일부 주요 슬로바키아 정당은 더 느슨한 형태의 공존을 옹호했고 슬로바키아 국민당은 완전한 독립과 주권을 추구했다. 몇 년 동안 정당이 다시 생겨났지만, 체코 정당은 슬로바키아에 거의 또는 전혀 존재하지 않았고 그 반대도 마찬가지였다. 제대로 기능하는 국가를 만들기 위해 정부는 프라하의 지속적인 통제를 요구했지만, 슬로바키아인은 계속해서 분권화를 요구했다.
1992년, 체코는 바츨라프 클라우스와 다른 사람들을 선출했는데, 이들은 더 긴밀한 연방("실현 가능한 연방") 또는 두 개의 독립 국가를 요구했다. 블라디미르 메치아르와 다른 주요 슬로바키아 정치인은 일종의 국가 연합을 원했다. 양측은 6월에 빈번하고 강도 높은 협상을 시작했다. 7월 17일, 슬로바키아 의회는 슬로바키아 국민 독립 선언을 채택했다. 6일 후, 클라우스와 메치아르는 브라티슬라바 회의에서 체코슬로바키아를 두 개의 독립 국가로 분리하는 데 동의했다. 체코슬로바키아 대통령 바츨라프 하벨은 자신이 반대했던 분리를 감독하기보다 사임했다. 1992년 9월 여론 조사에서 슬로바키아인의 37%와 체코인의 36%만이 해체를 선호했다.
협상의 목표는 평화로운 분할을 달성하는 것으로 바뀌었다. 이 과정은 폭력적인 유고슬라비아의 붕괴(오스트리아-헝가리 해체 후 창설된 또 다른 구 사회주의 슬라브 연방 국가)와 동시에 진행되었으므로 평화로운 분할이 우선시되었다. 11월 13일, 연방 의회는 헌법 541호를 통과시켰는데, 이는 체코 영토와 슬로바키아 간의 재산 분할을 결정했다. 11월 25일에 통과된 헌법 542호를 통해 이들은 1992년 12월 31일부로 체코슬로바키아를 두 개의 독립국으로 분리하는 데 동의했다.
분할은 폭력 없이 이루어졌으며, 따라서 이전의 대규모 평화 시위와 행동으로 이루어진 "벨벳 혁명"과 마찬가지로 "벨벳 이혼"이라고 불렸다. 대조적으로, 다른 탈공산주의 국가들의 해체(예: 소련의 붕괴 및 유고슬라비아의 붕괴)는 폭력적인 분쟁을 수반했다. 체코슬로바키아는 완전히 평화로운 해체를 경험한 유일한 전 동구권 국가이다. 그 후 몇 년 동안 슬로바키아 경제가 어려움을 겪으면서 슬로바키아인은 해체를 "사포 이혼"이라고 묘사하기 시작했다.

## 원인
체코슬로바키아의 해체에 대해서는 여러 가지 이유가 제시되었으며, 주요 논쟁은 해체가 불가피했는지 아니면 1989년 벨벳 혁명과 1992년 연합국가 해체 사이의 사건과 관련하여 또는 심지어 그와 대조적으로 발생했는지에 초점을 맞추고 있다.
불가피성을 주장하는 사람들은 오스트리아-헝가리 제국 시절부터 존재했던 두 민족 간의 차이점과 다른 문제들을 지적하는 경향이 있다. 체코인과 슬로바키아인 사이에는 공산주의 시대의 공유 국가 문제, 체코 지역에서의 국가 성공, 슬로바키아 지역에서의 실패(체코인이 슬로바키아인보다 국가 운영에 더 큰 영향력을 행사했기 때문에 공산주의가 채택되었음), 1968년 헌법의 소수 민족 거부권 등의 차이점이 있다.
1989년에서 1992년 사이의 사건이 해체로 이어졌다고 주장하는 사람들은 소련 위성국의 분리, 체코와 슬로바키아 간의 통일된 언론 부재, 그리고 가장 중요하게는 클라우스 총리와 메치아르 총리 간의 의견 불일치와 같은 양국 정치 지도자들의 행동과 같은 국제적인 요인들을 지적한다.

## 법적 측면

### 국가 상징
체코슬로바키아의 국장은 국가를 형성하는 역사적 지리적 지역의 문장들로 구성되어 있었으므로, 각 공화국은 단순히 자신의 상징을 유지했다. 즉 체코인들은 사자를, 슬로바키아인들은 이중 십자가를 상징으로 사둉했다. 같은 원리가 국가에도 적용되어 체코어 가사 Kde domov můj와 슬로바키아어 가사 Nad Tatrou sa blýska라는 두 개의 별개의 악곡으로 구성된 이중 언어 체코슬로바키아 국가에도 적용되었다. 논쟁은 체코슬로바키아 국기에 대해서만 발생했다. 1992년 체코슬로바키아 해체의 세부 사항에 대한 협상 중, 블라디미르 메치아르와 바츨라프 클라우스의 요구에 따라 체코슬로바키아의 후속 국가는 체코슬로바키아의 국가 상징을 사용하는 것을 금지하는 조항이 체코슬로바키아 해체에 관한 헌법에 삽입되었다.
1990년부터 1992년까지 빨간색과 흰색 보헤미아 국기(폴란드의 국기와 비율 및 색조만 약간 다름)가 공식적으로 체코의 국기로 사용되었다. 결국, 새로운 상징을 찾던 체코는 일방적으로 앞서 언급된 법률을 무시하고 의미를 변경하여 체코슬로바키아 국기를 유지하기로 결정했다. 한편, 슬로바키아는 자국의 전통적인 국기를 채택했다. 그러나 독립 직전인 1992년 9월 3일, 러시아와 슬로베니아의 유사한 국기와의 혼동을 막기 위해 국장이 추가되었다.

### 영토
국가 영토는 기존의 내부 경계를 따라 분할되었지만, 일부 지점에서는 경계가 명확하게 정의되지 않았고 또 일부 지역에서는 경계가 수세기 동안 공존해 온 거리, 진입로 및 공동체를 가로질렀다. 가장 심각한 문제는 다음 지역 주변에서 발생했다.
- 우 사보투 또는 샨체 (cs:Šance (Vrbovce)) – 역사적으로 모라바의 일부였으며, 1997년에 슬로바키아에 할양됨.
- 시도니 또는 시도니아 (cs:Sidonie) – 역사적으로 헝가리의 일부였으며(1918년까지 현재의 슬로바키아 영토 전체를 포함), 1997년에 체코에 할양됨.
- 카사르나 (cs:Kasárna (Makov)) 휴양지 – 역사적으로 모라비아 영토였으며, 16세기부터 모라비아와 헝가리 사이에 분쟁이 있었고, 1734년부터 공식적으로 헝가리의 일부였다. 2000년대 초반까지는 체코 쪽에서만 자동차로 접근 가능했다. 대부분 체코인인 부동산 소유주들의 강력한 반대에도 불구하고 슬로바키아에 남았는데, 이들의 부동산은 사실상 외국으로 넘어갔다.

새로운 국가는 상호 협상, 재정적 보상, 그리고 국경 변경을 다루는 국제 조약을 통해 어려움을 해결할 수 있었다.
그러나 국경 지역에 거주하거나 재산을 소유한 사람들은 두 신생 국가가 2007년 솅겐 협정 지역에 진입하여 국경의 중요성이 줄어들기 전까지는 실질적인 문제에 직면했다.

### 국유 재산 분할
대부분의 연방 자산은 체코슬로바키아 내 체코와 슬로바키아 인구의 대략적인 비율인 2대 1 비율로 분할되었으며, 여기에는 군사 장비, 철도 및 항공기 인프라가 포함되었다. 프라하에 보관된 금 보유량과 연방 기술 평가와 같은 일부 사소한 분쟁은 해체 후 몇 년 동안 지속되었다.

### 통화 분할

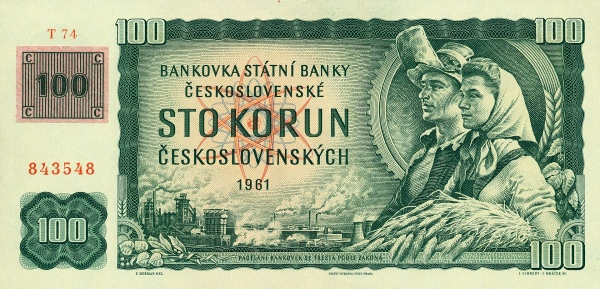
1993년 체코 스탬프가 찍힌 100 체코슬로바키아 코루나

처음에는 구 체코슬로바키아 통화인 체코슬로바키아 코루나가 양국에서 계속 사용되었다. 체코의 경제적 손실에 대한 우려로 인해 1993년 2월 8일에 두 개의 독립된 통화를 채택하게 되었다. 1993년 2월 2일 체코에서는 헌법과 체코 국립은행을 설립한 6/1993 Coll. 법에 이미 규정되어 있던 별도의 통화를 만들기 위한 60/1993 Coll. 법이 발효되었다. 이 법은 체코슬로바키아 지폐에 스탬프를 찍어 새로운 통화를 만들기로 결정했드. 스탬프는 체코슬로바키아 해체 결정 후인 1992년에 이미 비밀리에 준비되었다. 2월 8일부터 2월 12일까지 체코에서는 100, 500, 1,000 Kčs(체코슬로바키아 코루나) 구 지폐를 스탬프가 찍힌 지폐로 교환했으며, 새로운 200 Kč 지폐가 도입되었다. 15세 이상은 4,000크라운까지, 15세 미만은 1,000크라운까지 지폐를 교환할 수 있었다. 낮은 액면가의 지폐와 주화는 새로운 지폐가 인쇄되고 주조될 때까지 계속 사용되었다. 체코의 은행은 1993년 2월 8일에 모든 돈을 Kčs에서 Kč로 전환했다. 슬로바키아에서도 지폐에 스탬프가 적용되었고, 새로운 10 SK 동전이 도입되었다. 처음에는 양국의 통화가 동등하게 교환될 수 있었지만, 나중에는 슬로바키아 코루나의 가치가 체코 코루나보다 낮았다(2004년에는 약 25~27% 낮음). 1993년 8월 2일, 두 통화는 구 체코슬로바키아 코루나 지폐에 처음에는 부착되었다가 나중에는 인쇄된 다른 스탬프로 구별되었다. 새로운 체코 및 슬로바키아 주화는 1993년 동안 이전 주화를 대체했다.
2009년 1월 1일, 슬로바키아는 30.126 SK/€의 환율로 유로를 통화로 채택했으며, 슬로바키아의 첫 번째 2009년 €2 기념 주화는 체코슬로바키아인들의 민주주의를 위한 공동 투쟁을 기념하여 벨벳 혁명 20주년을 특징으로 했다. 운명의 장난으로, 슬로바키아의 유로존 진입을 축하하는 유럽 연합을 대표하는 환영사는 당시 의장국이었던 체코의 총리 미레크 토폴라네크가 모국어로 전달했지만, 다른 귀빈 연사들은 영어를 사용했다. 체코는 계속해서 체코 코루나를 사용하고 있지만, 미래에는 유로로 전환해야 한다.

### 국제법
체코와 슬로바키아 공화국 모두 체코슬로바키아의 유일한 승계 국가로 인정받으려 하지 않았다. 이는 소련의 붕괴와 대조적인데, 당시 러시아 연방은 러시아 소비에트 연방 사회주의 공화국뿐만 아니라 소련 자체의 승계 국가로 인정받았다. 또한 유고슬라비아의 붕괴와도 대조적인데, 당시 세르비아와 몬테네그로만을 포함하는 잔존국인 유고슬라비아 연방공화국은 유고슬라비아 사회주의 연방공화국의 유일한 승계 국가로 인정받으려 했지만 실패했다. (비록 나머지 4개의 독립된 유고슬라비아 전 국가들은 인구와 영토 모두에서 구 유고슬라비아의 약 3/5을 차지했음에도 불구하고) 따라서 체코슬로바키아의 유엔 회원국 자격은 국가 해체와 함께 소멸되었지만, 1993년 1월 19일 체코와 슬로바키아는 새로운 독립국으로 승인되었다.
다른 국제 조약과 관련하여 체코와 슬로바키아는 체코슬로바키아의 조약 의무를 이행하는 데 동의했다. 슬로바키아는 1993년 5월 19일 유엔 사무총장에게 서한을 보내 체코슬로바키아가 서명하고 비준한 모든 조약의 당사국으로 남을 의사를 표명하고, 체코슬로바키아가 해체되기 전에 서명했지만 비준하지 않은 조약들을 비준하겠다고 밝혔다. 이 서한은 국제법에 따라 체코슬로바키아가 서명하고 비준한 모든 조약이 유효하게 유지될 것임을 인정했다. 예를 들어, 두 국가 모두 1962년 체코슬로바키아가 협정에 서명한 날짜부터 남극 조약의 서명국으로 인정된다.
두 국가 모두 조약법에 관한 국가승계에 관한 빈 협약을 비준했지만, 1996년까지 발효되지 않았기 때문에 체코슬로바키아 해체에 영향을 미치지 않았다.

## 여파

### 경제
해체는 양국 경제에 특히 1993년에 부정적인 영향을 미쳤는데, 전통적인 양국간 경제적 연결이 국제 무역의 관료적 절차에 맞춰 단절되었기 때문이다. 그러나 그 영향은 많은 사람들이 예상했던 것보다 훨씬 적었다.
체코와 슬로바키아 간의 관세 동맹은 해체부터 양국이 유럽 연합(EU)에 가입한 2004년 5월 1일까지 유지되었다.
많은 체코인들은 해체가 더 이상 "덜 개발된 슬로바키아"를 후원할 필요가 없어진 체코에서 높은 경제 성장의 시대를 빠르게 시작할 것이라고 기대했다. 마찬가지로, 다른 사람들은 새로운 "경제 호랑이"가 될 수 있는 독립된 미개발 슬로바키아를 기대했다.
프라하 포스트에 따르면, "슬로바키아의 GDP는 체코 GDP의 95%에 도달했으며, 곧 동등해질 것으로 보인다. 시민의 해외 소득을 포함하고 다국적 기업이 국가 밖으로 이동시키는 자금을 공제하는 슬로바키아의 국민총생산(GNP)은 체코보다 높다. 노령 연금은 양국에서 거의 같은 수준이며, 1인당 소비량은 슬로바키아가 약간 더 높다. 그러나 슬로바키아의 평균 임금은 체코보다 10% 낮다."
그러나 슬로바키아 재무부 금융정책연구소 소장인 마르틴 필코는 슬로바키아가 EU 국가들 중 GDP에서 임금이 차지하는 비중이 가장 낮은 국가에 속한다고 지적했다. 다시 말해, 일부 사람들의 수입은 주된 직업 외의 다른 출처에서 나오므로, 체코와 슬로바키아 임금의 실제 차이가 줄어든다.
2005년까지 두 나라의 GDP는 비슷한 속도로 성장했다. 그러나 2005년부터 2008년까지 슬로바키아 경제는 체코 경제보다 더 빠르게 성장했다.

### 시민권
1968년 연방화 이후, 체코슬로바키아는 체코 사회주의 공화국 또는 슬로바키아 사회주의 공화국의 시민권을 나누어 가졌다. 이 "사회주의"라는 단어는 벨벳 혁명 직후 양쪽 이름에서 삭제되었다. 그러나 이러한 구분은 시민의 삶에 거의 영향을 미치지 않았다. 1993년 1월 1일 모든 체코슬로바키아 시민은 이전 시민권, 영주권 주소, 출생지, 가족 관계, 직업 및 기타 기준에 따라 자동으로 체코 공화국 또는 슬로바키아 공화국 시민이 되었다. 또한, 사람들은 특정 조건 하에 다른 시민권을 주장할 수 있는 1년의 시간을 가졌다.
슬로바키아 법률은 2010년 시민권법에 따라 폐지될 때까지 이중 국적을 허용했다. 소수의 사람만이 그 권리를 행사했지만, 노동자 이동의 자유라는 정책으로 인해 두 국가 모두 EU 회원국이 되었으므로 그 중요성은 줄어들었다. 이 정책은 EU 시민에게 유럽 연합 어디에서든 일하고 거주할 권리를 보장한다. 체코와 슬로바키아 간의 이동의 경우 이 정책은 2004년부터 발효되었다.
대조적으로, 체코는 귀화 시민에 대한 이중 국적을 금지하고 체코 시민권을 취득하기 전에 기존 시민권을 포기하도록 요구한다. 이러한 요구 사항은 기존 시민권을 포기하는 것이 신청자나 그 친척을 본국에서 박해 위험에 처하게 할 수 있는 경우에만 면제될 수 있었는데, 이는 슬로바키아 신청자의 경우에는 해당되지 않았다. 이러한 상황은 2014년 1월 1일부터 시행된 새로운 2013년 시민권법(186/2013 Sb.)으로 변경되었다. 그러나 대부분의 슬로바키아 시민은 여전히 체코와 슬로바키아 양국의 이중 국적자가 될 수 없는데, 이는 자발적으로 다른 국적을 취득하면 자동으로 슬로바키아 국적을 상실하기 때문이다(이전 단락 참조). 이 법에서 면제되는 경우는 외국인과의 결혼을 통해 외국 국적을 취득하는 슬로바키아 시민뿐이다. 일부 슬로바키아 정치인은 시민권법 완화를 추측했지만, 2015년 1월 기준 어떠한 변화도 구체화되지 않았다.
양국 시민들은 여권 대신 신분증으로 국경을 넘을 수 있었고, 공식적인 허가 없이 어디에서든 일할 수 있었다. 국경 검사는 2007년 12월 21일 양국이 솅겐 협정에 가입하면서 완전히 사라졌다.
현재 유럽 규정 하에 양국 시민은 다른 EU 국가의 외교적 보호를 받을 권리가 있으며, 따라서 양국은 비용 절감을 위해 비셰그라드 그룹 국가들과 함께 대사관을 통합하는 것을 고려하고 있다.

#### 롬인
해체 과정에서 해결되지 않은 문제 중 하나는 오늘날 슬로바키아에서 태어나 공식적으로 등록된 상당수의 롬인이 체코에 거주하는 문제였다. 이들 대부분은 해체 몇 달 전까지 공식적인 거주지를 재등록하지 않아 그들의 시민권 문제가 미해결 상태로 남았다. 1992년 체코 국적법은 체코 영토에서 태어난 사람들에게만 자동 시민권을 부여했다. 다른 사람들의 경우, 시민권은 5년간의 거주 증명, "문제 없는" 범죄 기록, 상당한 수수료 및 복잡한 관료적 절차를 요구했는데, 이는 상당수의 롬인을 배제한 것으로 알려져 있다.
슬로바키아 정부는 비거주자에게 시민권을 부여하고 싶어하지 않았다. 체코 고아원에 거주하는 상당수의 롬인은 법적 지위가 명확하게 정리되지 않았고, 체코에서 일하거나 거주할 권리가 없는 성인 비시민권자로 보호 시설에서 퇴소되었다. 유럽 연합의 압력으로 체코 정부는 1999년과 2003년에 국적법을 개정하여 이 문제를 사실상 해결했지만, 1992년에 무국적자가 된 사람들에게는 보상이 제공되지 않았다.

### 언어 접촉
구 체코슬로바키아에서는 텔레비전 제1채널이 연방 채널이었고 뉴스에서 체코어와 슬로바키아어가 동등한 비율로 사용되었지만, 외국 영화와 텔레비전 시리즈는 거의 예외 없이 체코어로 더빙되었다. 이러한 점과 두 언어의 큰 유사성으로 인해 양국 국민 거의 모두가 수동적으로 이중 언어 사용자가 되었다. 즉, 다른 언어를 이해할 수는 있었지만 반드시 말할 필요는 없었다. 1990년대 해체 이후, 체코의 새로운 텔레비전 채널은 슬로바키아어를 거의 사용하지 않게 되었고, 젊은 체코인은 이제 슬로바키아어에 대한 이해도가 훨씬 낮다. 또한, 체코에서 판매되는 슬로바키아어 서적과 신문의 수도 급격히 감소했다. 그러나 체코 텔레비전 뉴스는 슬로바키아의 슬로바키아어 보도를 다시 도입하기 시작했고, 슬로바키아 텔레비전(STV2)은 체코 텔레비전 뉴스캐스트 Události ČT를 매일 자정 10분 후에 재방송한다.
공영 슬로바키아 방송공사에서는 황금 시간대 뉴스 시간에 체코의 일일 뉴스 방송이 최소 한 번 이상 방영되는 것이 일반적이다. 또한, 슬로바키아 텔레비전 채널의 많은 프로그램은 여전히 체코어로 더빙되며, 일부 영화는 영화관에서 체코어로 자막 처리되고, 해체 이전보다 훨씬 더 많은 체코어 서적과 정기 간행물이 시장에 나와 있다. 언어 교류에 가장 큰 활력을 불어넣은 것은 CS 링크(체코)와 스카이 링크(슬로바키아)와 같은 민간 텔레비전 채널 제공업체로, 이들은 체코에서 슬로바키아 채널을 제공하고 그 반대도 마찬가지이다. 또한, 국적에 관계없이 여러 채널이 체코어와 슬로바키아어 모두로 프로그램을 제공하거나(CSFilm, TV 바라노프), 심지어 TV 노바의 노바 스포츠의 영국 프리미어리그 보도처럼 혼합하기도 한다. 텔레비전을 통한 상호 접촉의 새로운 동기는 국가 지능 테스트, 체코슬로바키아 갓 탤런트 및 마스크드 싱어와 같은 인기 프로그램들이 PRIMA와 TV JOJ에서 방영되며, 팝 아이돌 노래 경연 대회의 첫 국제판인 체코슬로바키아 수퍼스타는 TV 노바와 마르키자(모두 CME 소유)에서 방영되었으며, 이들은 또한 2012년에 마스터셰프와 더 보이스의 공동 버전을 조직했다. 또한, 2009년 송년 프로그램은 ČT와 STV가 공동으로 준비하고 방영했으며, 2010년에는 체코 TV PRIMA와 슬로바키아 TV JOJ가 공동으로 준비하고 방영했는데, 이번에는 체코슬로바키아 국가를 부르는 것도 포함되었다.
젊은 슬로바키아인은 여전히 이전 세대만큼 체코어 지식이 뛰어나지 않다. 슬로바키아에서는 체코어가 모든 사법 절차에서 자동으로 사용될 수 있으며, 체코어로 작성된 모든 문서는 슬로바키아 정부에게 인정되며 그 반대도 마찬가지이다. 또한, 2009년에 통과된 슬로바키아 공식 언어법은 체코인이 슬로바키아 정부와 의사소통할 때 모국어로서 체코어를 사용할 권리를 재확인했지만, 슬로바키아 내에서 체코어 사용을 체코어가 모국어인 사람으로 명시적으로 제한했다. 슬로바키아어를 체코에서 사용하는 것도 2004년 행정 절차법에 따라 마찬가지이다. 슬로바키아 시민인 구스타우 슬라메치카는 체코 교통부 장관(2009~2010)으로 재직하는 동안 공식적인 의사소통에서 오직 슬로바키아어만을 사용했다.
슬로바키아어와 체코어의 차이점도 참조.

### 스포츠
공식적으로 국가 분열은 스웨덴에서 열린 1993년 세계 주니어 아이스하키 선수권 대회가 이뤄지던 도중 발생했다. 체코슬로바키아를 대표하는 팀은 1월 1일 "체코-슬로바키아"로 이름이 변경되었다. 국제 아이스하키 토너먼트에서 체코는 체코슬로바키아의 A그룹 자리를 차지했고, 슬로바키아는 하위 리그에서 시작해야 했다.
1993년 FIS 노르딕 세계 스키 선수권 대회가 스웨덴 팔룬에서 열리는 동안 스키 점프 팀은 단체 라지힐 종목에서 공동 체코슬로바키아 팀으로 출전하여 은메달을 획득했다. 이 팀은 해체 이전에 이미 선발된 상태였다. 야로슬라프 사칼라는 이 대회에서 개인 노멀힐 종목에서 두 개의 메달과 단체전 은메달을 체코 대표로 획득했다.
1994년 FIFA 월드컵 예선에서 체코슬로바키아 축구 국가대표팀은 "RCS"라는 이름으로 경쟁했는데, 이는 "체코와 슬로바키아 대표팀"을 의미했다. "체코와 슬로바키아 대표팀"으로서 나선 마지막 경기에서 이 팀은 예선 통과를 위해 반드시 이겨야 했던 벨기에와의 최종 경기에서 무승부를 기록하여 예선 탈락했다. 그 후 공식적으로 체코와 슬로바키아 국가대표팀으로 나뉘었으며, 양 팀 모두 체코슬로바키아의 승계자로 선언되었다.
많은 스포츠에서 양국 국가대표팀 간의 상호 경기는 대부분의 인구에게 관심의 대상이며, 서로 다른 공화국에서 활동하는 선수와 코치의 수는 상당하다. 슬로바키아 핸드볼 코치인 마르틴 립타크는 2010년 오스트리아에서 열린 EHF 핸드볼 유럽 선수권 대회에서 체코 국가대표팀을 성공적으로 이끌었다. 그의 지휘 아래 슬로바키아 팀인 타트란 프레쇼프는 2008년과 2009년에 체코 전국 리그에서 우승했다. 체코 아이스하키 코치 블라디미르 부이텍은 2012년 2012년 IIHF 세계 선수권 대회에서 슬로바키아 국가대표팀을 은메달로 이끌었는데, 준결승에서 체코 팀을 꺾었다.
여러 스포츠에서 공동 리그가 존재했으며, 공동 축구 또는 아이스하키 리그 개최에 대한 논의가 계속되고 있다.
도로 사이클 선수 얀 스보라다는 1993년에 슬로바키아 시민권을 얻었다. 1994년에는 투르 드 프랑스 스테이지에서 우승한 최초의 슬로바키아 선수가 되었다. 2년 후, 그는 체코 시민권을 얻었고, 1998년에는 투르 드 프랑스 스테이지에서 또 다른 우승을 차지한 최초의 체코 선수가 되었다.

### 통신
두 후속국가는 1997년 2월까지 국가 코드 +42를 계속 사용했으며, 이후 두 개의 별도 코드인 +420(체코)과 +421(슬로바키아)으로 교체되었다. 그 이후로 양국 간의 전화 통화에는 국제 전화가 필요하게 되었다.

## 유산

### 국민투표 논란
해체 직후, 마사리크 대학교의 정치학자 루보미르 코페체크가 설명했듯이 양국 국경 양쪽에서 공동 국가의 해체가 투표에 부쳐지지 않았다는 사실에 항의하는 인구의 비중이 높았으며, 대중의 만족도는 비교적 낮은 수준이었다. 1993년 3월 마르틴 부토라와 그의 아내 조라가 실시한 연구에 따르면, 국민투표가 실시될 경우 인구의 약 50%가 국가 해체에 반대하고 약 30%만이 찬성했을 것이다.
전 슬로바키아 문화부 장관 마레크 마댜리치는 2023년 1월에 국민투표 없는 해체가 체코슬로바키아 역사에서 국민투표 없이 결정된 헌법적 국가 사안의 역사적 관행과 전통을 반영한다고 지적했다. 즉, 1918년 오스트리아-헝가리의 폐허에서 체코슬로바키아 제1공화국이 형성된 것과 제2차 세계 대전 종료 후 1945년 뵈멘-메렌 보호령과 슬로바키아 국가가 통합하여 제3공화국을 형성한 것 모두 당시 정치 대표자들의 추구만으로 달성되었으며, 국민투표 없이 이루어졌다는 것이다.

### 대중 여론조사
해체에 대한 대중의 인식은 크게 변하지 않았다. 2017년 12월 여론조사에 따르면 체코인의 42%와 슬로바키아인의 40%만이 발생한 해체에 동의했다(1992년 각각 36%와 37%에 비해). 2010년 조사에서는 프라하(체코) 인구의 대다수가 여전히 국가 분할을 실수로 여긴다는 것을 보여주었다; 마찬가지로, 슬로바키아의 일반 대표 조사(2008년)에서는 사회가 해체에 대한 의견이 여전히 나뉘어 있으며, 47%가 해체에 찬성하고 44%가 실수로 여긴다는 것을 보여주었다. 2023년 체코 공화국의 여론조사에 따르면 체코인의 50%가 해체를 올바른 결정으로 여기고, 39%는 잘못된 결정으로 여기며, 11%는 중립적이거나 미정이다.

### 반동 운동
2015년, "체코슬로바키아 2018"이라는 슬로바키아 운동이 2018년까지 국민투표를 실시하기 위해 설립되었다. 지도자 라디슬라프 젤린카는 지지자로부터 수천 통의 이메일과 전화를 받았다고 말했지만, 필요한 35만 명의 청원 서명을 얻지는 못했다. 양국 젊은 세대는 이전 시대를 경험하지 못했기 때문에 이 문제에 크게 무관심하며, 나이든 세대들은 이민 (입국)과 같은 현재 문제에 더 집중하고 자신들의 독립된 내셔널리즘을 선호한다.

### 정부 협력
양국 간의 정치적 영향은 미미하지만, 사회민주주의자들은 최근 몇 년간 지역 및 유럽 문제에 대해 매우 긴밀하게 협력하는 경향이 있다. 또한, 선출된 대통령은 임기 중 첫 번째와 마지막 공식 해외 방문을 구 체코슬로바키아의 다른 공화국으로 하는 것이 관례가 되었다. 임명된 외교부 장관도 이러한 불문율을 따르는 경향이 있다. 2012년 10월 29일, 1918년 10월 28일에 일어난 체코슬로바키아 독립 선언을 기념하기 위해 체코와 슬로바키아 정부는 처음으로 공동 국무회의를 공통 국경 근처의 트렌친과 우헤르스케흐라디슈테 지역에서 개최했다.

### 군사 협력
구 유고슬라비아에 주둔한 평화유지군은 여러 차례 공동 지휘를 받았다. 예를 들어, 2002년부터 2005년 7월까지 체코군은 슬로바키아군과 연합하여 코소보에 공동 체코-슬로바키아 KFOR 대대를 구성하여 다국적 여단 CENTER에 기여했다.

### 무역과 관광
무역 관계는 재정립되고 안정화되었으며, 체코는 슬로바키아의 가장 중요한 사업 파트너로 남아있다. 잠시 중단되었던 카르파티아 산맥, 특히 고타트리산맥과 저타트리산맥의 슬로바키아 휴양지는 점점 더 많은 체코 관광객의 목적지가 되고 있다.

### 기념 행사
1992년 12월 18일, 마지막 체코슬로바키아 대통령(이자 첫 번째 체코 대통령)이었던 바츨라프 하벨의 사망 이후, 체코와 슬로바키아 양국은 국가 애도일을 가졌다. 프라하의 성 비투스 대성당에서 거행된 장례 미사 동안, 기도문은 체코어와 슬로바키아어로 동등한 비율로 낭독되었다.

### 계속되는 이름 사용
구 체코슬로바키아에서 설립된 일부 기업 및 단체, 예를 들어 은행 체코슬로벤스카 옵호드니 은행, 정당 기독교민주연합-체코슬로바키아 인민당과 공화국을 위한 연합-체코슬로바키아 공화당, 그리고 체코슬로바키아 후스 교회는 국가 해체 이후에도 체코슬로바키아라는 이름을 계속 사용하고 있다.

## 같이 보기
- 유고슬라비아의 붕괴
- 소련의 붕괴
- 하이픈 전쟁
- 체코-슬로바키아 관계
- 노르웨이-스웨덴 연합의 해체 (평화로운 해체의 또 다른 예시)

### 인용문
1. ↑  (체코어: Rozdělení Československa, 슬로바키아어: Rozdelenie Československa)
2. ↑  Skalnik Leff, Carol (1997). 《The Czech and Slovak Republics. Nation versus state》. Westview Press. 129–139쪽. ISBN 0-8133-2922-1.
3. ↑  Vaclav Havel: Still Puckish, Still a Politician, No Longer President, 뉴욕 타임스, 1992년 7월 21일
4. ↑  Kamm, Henry. "At Fork in Road, Czechoslovaks Fret" 보관됨 5월 3, 2020 - 웨이백 머신, The New York Times, dateline October 9, 1992. Retrieved January 1, 2009.
5. ↑  Valková, Adriána (2014). 《A Violence that did not happen: The peaceful partition of Czechoslovakia》 (Master Thesis). Leiden University. 2021년 1월 30일에 확인함.
6. 1 2  Mrak, Mojmir (1999). 《Succession of States》. Martinus Nijhoff Publishers. ISBN 978-90-411-1145-6.
7. ↑  “A failing economy sours mood in newly independent Slovakia”.
8. ↑  Innes, Abby (2001). 《Czechoslovakia: The Short Goodbye》. Yale University Press. ISBN 0-300-09063-3.
9. ↑  Kraus, Michael (2000). 〈International Forces and Factors〉. 《Irreconcilable Differences? Explaining Czechoslovakia's Dissolution》. Rowman & Littlefield. ISBN 0-8476-9020-2.
10. ↑  “Czechoslovakia Breaks in Two, To Wide Regret”. 《The New York Times》. 1993년 1월 1일. 2015년 2월 17일에 원본 문서에서 보존된 문서. 2017년 12월 20일에 확인함.
11. ↑  Musil, Jiri (1995). 《The End of Czechoslovakia》. Central European University Press. ISBN 1-85866-020-3.
12. ↑  Ústavný zákon č. 542/1992 Zb. o zániku Českej a Slovenskej Federatívnej Republiky 보관됨 7월 15, 2014 - 웨이백 머신, Čl. 3 ods. 2
(Constitutional act. No. 542/1992 Col. on the dissolution of the Czech and Slovak Federative Republic, art. 3 sect. 2)
13. ↑  “Czech society of vexicologists about the origin of the Czechoslovak state flag” (체코어). 2012년 2월 9일에 원본 문서 (MS Word)에서 보존된 문서. 2007년 12월 10일에 확인함.
14. ↑  Treaty between the Czech Republic and the Slovak Republic on Common Borders (1996), published in Slovakia under Announcement 274/1997 Z.z.
15. ↑  “Česká národní banka”. 《Historie ČNB》. Czech National Bank.
16. ↑  “Měnová odluka ČR a SR”. 《Historie ČNB》. 2023년 2월 24일에 확인함.
17. ↑  《Spomienka na korunu》 (PDF). Bratislava: Národná banka Slovenska. 2013. 7쪽. ISBN 978-80-8043-184-6. 2023년 3월 26일에 원본 문서 (PDF)에서 보존된 문서. 2023년 2월 24일에 확인함.
18. ↑  “The Significance of Stamps Used on Bank Notes” (PDF). thecurrencycollector.com. 2009년 12월 29일에 원본 문서 (PDF)에서 보존된 문서. 2013년 11월 19일에 확인함.
19. ↑  “Pamätné mince 2 € – 2009”. Ecb.int. 2013년 11월 19일에 확인함.
20. ↑  Nations, United. “Czechoslovakia and Successor States: Czech Republic, Slovakia”. 《United Nations》 (영어). 2024년 1월 23일에 확인함.
21. ↑  “Is the Czech Republic richer than Slovakia?”. 《The Prague Post》. Czech News Agency. 2014년 9월 8일. 2014년 9월 8일에 원본 문서에서 보존된 문서.
22. ↑  “Zákon Národnej rady Slovenskej republiky o štátnom občianstve Slovenskej republiky”. NR SR. January 1993. 2014년 11월 12일에 확인함.
23. ↑  “Zákon o nabývání a pozbývání státního občanství České republiky”. Česká národní rada. December 1992. 2015년 5월 26일에 원본 문서에서 보존된 문서. 2014년 11월 12일에 확인함.
24. ↑  “Country Report: Slovakia” (PDF). EUDO Citizen Observatory. January 2013. 2014년 11월 11일에 원본 문서 (PDF)에서 보존된 문서. 2013년 6월 12일에 확인함.
25. ↑  “Informace k novému zákonu o státním občanství ČR”. Ministry of Interior of the Czech Republic. January 2014. 2014년 11월 11일에 원본 문서에서 보존된 문서. 2014년 11월 11일에 확인함.
26. ↑  “V4 wants common embassies”. Noviny.joj.sk. 2012년 7월 16일에 원본 문서에서 보존된 문서. 2011년 4월 14일에 확인함.
27. 1 2  Dedić, Jasminka. Roma and Stateless. 유럽 의회 Committee on Civil Liberties, Justice and Home Affairs. 보관됨 7월 3, 2007 - 웨이백 머신
28. ↑  The manufactured troubles of L'udovit Gorej 보관됨 3월 4, 2012 - 웨이백 머신, Roma Rights Quarterly, Summer 1997
29. ↑  “Úvod | Česko Slovensko má Talent”. Csmatalent.sk. 2010년 11월 30일. 2011년 12월 14일에 원본 문서에서 보존된 문서. 2011년 4월 14일에 확인함.
30. ↑  “500/2004 Coll. ACT of 24th June 2004 Code of Administrative Procedure” (PDF). Ducr.cz. 2015년 1월 7일에 원본 문서 (PDF)에서 보존된 문서. 2013년 11월 19일에 확인함.
31. ↑  “Story #22”. 《webarchive.iihf.com》. 2024년 1월 21일에 확인함.
32. ↑  “Story #75”. 《webarchive.iihf.com》. 2024년 1월 21일에 확인함.
33. ↑  Szemberg, Szymon, Szymon; Podnieks, Andrew (May 2008). “Story #77–Recently separated, Czechs and Slovaks meet in World Championships final”. 《International Ice Hockey Federation》. 2009년 3월 11일에 확인함.
34. ↑  “IIHF - Brotherly but divided”. 《IIHF International Ice Hockey Federation》 (영어). 2024년 1월 21일에 확인함.
35. ↑  Delaney, Miguel (2020년 11월 17일). “Feuds, tragedy and glory: Reliving one of football's wildest nights”. 《The Independent》 (영어). 2024년 1월 23일에 확인함.
36. ↑  Dunmore, Tom (2011년 9월 16일). 《Historical Dictionary of Soccer》 (영어). Scarecrow Press. ISBN 978-0-8108-7188-5.
37. ↑  UEFA.com (2015년 11월 17일). “UEFA EURO 2016: How all the teams qualified | UEFA EURO”. 《유럽 축구 연맹》 (영어). 2024년 2월 3일에 원본 문서에서 보존된 문서. 2024년 1월 2일에 확인함.
38. ↑  UEFA.com (2021년 2월 22일). “UEFA EURO 2020 contenders in focus: Czech Republic | UEFA EURO”. 《유럽 축구 연맹》 (영어). 2024년 6월 29일에 원본 문서에서 보존된 문서. 2024년 1월 6일에 확인함.
39. ↑  UEFA.com (2021년 3월 3일). “UEFA EURO 2020 contenders in focus: Slovakia | UEFA EURO”. 《유럽 축구 연맹》 (영어). 2024년 1월 6일에 원본 문서에서 보존된 문서. 2024년 1월 6일에 확인함.
40. ↑  UEFA.com (2023년 12월 28일). “Who has qualified for UEFA EURO 2024? | UEFA EURO 2024”. 《유럽 축구 연맹》. 2024년 1월 6일에 원본 문서에서 보존된 문서. 2024년 1월 2일에 확인함.
41. ↑  “Martin Lipták trénerom hádzanárov Česka”. Sportky.topky.sk. 2008년 7월 18일. 2012년 2월 27일에 원본 문서에서 보존된 문서. 2011년 4월 14일에 확인함.
42. ↑  pdrbjak. “Tatran Prešov Web Page”. Tatranpresov.sk. 2012년 2월 24일에 원본 문서에서 보존된 문서. 2011년 4월 14일에 확인함.
43. ↑  “Česi i Slováci chcú spoločnú futbalovú ligu. Prekážok je ešte veľa”. sport.pravda.sk. 2012년 11월 19일. 2012년 11월 19일에 확인함.
44. ↑  “History of Country Codes”. World Country Codes. 2019년 6월 26일에 원본 문서에서 보존된 문서. 2015년 2월 25일에 확인함.
45. ↑  Czech the News: Newsletter of the Embassy of the Czech Republic, Volume 3, Issue 5 - Volume 6, Embassy of the Czech Republic, 1995
46. ↑  Bulletin of the International Council for Traditional Music, Issues 88–93, page 6
47. ↑  BNA's Eastern Europe Reporter, Volume 7, Bureau of National Affairs, 1997, page 121
48. ↑  Fojtů, Martina (2012년 12월 2일). “Rozpad ČSFR: Většina lidí si ho nepřála”. 《em.muni.cz》 (체코어). 2023년 1월 27일에 확인함.
49. ↑  “Ako napĺňame zmysel svojho štátu”. 《Štandard》 (슬로바키아어). 2023년 1월 27일에 확인함.
50. ↑  “Rozdelenie Československa: Čo hovorí pražská ulica?”. Tv.sme.sk. 2012년 4월 6일에 원본 문서에서 보존된 문서. 2011년 4월 14일에 확인함.
51. ↑  “Slovaks have not come to terms with the breakup”. Hnonline.sk. 2012년 2월 23일에 원본 문서에서 보존된 문서. 2011년 4월 14일에 확인함.
52. ↑  “Rozdělení Československa: 30 let od vzniku samostatné ČR a SR”. CVVM. 2024년 9월 12일에 확인함.
53. ↑  Recalling a Velvet Divorce, US News
54. ↑  “Spoločné vyhlásenie - zasadnutie vlád Slovenskej republiky a Českej republiky”. Vlada.gov.sk. 2013년 11월 19일에 확인함.
55. ↑  “15th ACR Contingent in KFOR”. Army.cz. 2013년 11월 19일에 확인함.

### 참고 문헌
- Innes, Abby (2001). 《Czechoslovakia: the short goodbye》. New Haven: Yale University Press. ISBN 978-0-300-09063-5.
- Rupnik, Jacques (2001). 《Divorce à l'amiable ou guerre de sécession? (Tchécoslovaquie-Yougoslavie)》. 《Transeuropéennes》. 19/20.
- Wehrle, Frédéric (1994). 《Le divorce tchéco-slovaque: vie et mort de la Tchécoslovaquie 1918-1992》. Pays de l'Est. Paris: L'Harmattan. ISBN 978-2-7384-2609-3.
- Hilde, Paal Sigurd (June 1999). 《Slovak Nationalism and the Break-up of Czechoslovakia》. 《Europe-Asia Studies》 (영어) 51. 647–665쪽. doi:10.1080/09668139998831. ISSN 0966-8136. JSTOR 153565.